# آکادمی هنرهای تئاتر ایتالیا کونتی
آکادمی هنرهای تئاتر ایتالیا کونتی (انگلیسی: Italia Conti Academy of Theatre Arts) یک مؤسسه آموزشی هنرهای نمایشی مستقر در لندن، انگلستان است. در سال ۱۹۱۱ توسط بازیگر ایتالیا کونتی تأسیس شد که انواع رشته‌ها و آموزش‌های تئاتر را در آموزش متوسطه، آموزش تکمیلی و آموزش عالی ارائه می‌دهد.
آکادمی با نمایشنامه «جایی که رنگین کمان به پایان می‌رسد» فعالیتش را آغاز کرد. ایتالیا کونتی، یک هنرپیشه با سابقه که به خاطر موفقیتش در کار با جوانان شهرت داشت، از او خواسته شد تا کار آموزش بازیگران را بر عهده بگیرد.
آکادمی سپس به ساختمان کلیسایی در خیابانی از لندن منتقل شد. در همان زمان، در طول جنگ جهانی دوم، آکادمی بمباران شد و تمام آثار اولیه از بین رفت. در سال ۱۹۷۲، آکادمی به ساختمانی در جاده لندور، کلاپام منتقل شد. این ساختمان به مدت ۹ سال، محل آموزش تمام دانش آموزان ایتالیا کونتی بود.
در سال ۱۹۸۱، آکادمی به قدری رشد کرد و توسعه یافت که مجبور شد به جاده Goswell در Islington، جایی که دوره‌های جونیور و تئاتر موزیکال برگزار می‌شد، انتقال یابد. برنامه‌های BA Acting و CertHe Intro to Acting هنوز در سایت Avondale در کلاپام برگزار می‌شود. این آکادمی عضو فدراسیون مدارس نمایشی است.

## برنامه‌ها و دوره‌ها

### بازیگری بی‌آ (هونس)
برنامه بازیگری بی‌آ (هونس) که توسط دانشگاه شرق لندن تأیید شده و توسط فدراسیون مدارس درام تأیید شده است، یک دوره آموزش بازیگری حرفه‌ای سه ساله تمام وقت برای دانش آموزان بالای ۱۸ سال است. این آکادمی در ساختمان ایتالیا کونتی آووندال در کلاپام، لندن مستقر است. این برنامه توسط کریس وایت (رئیس دانشکده بازیگری) با کارکنان و کارگردانانی از جمله کیت ویلیامز، پالت راندال، کارن هنتورن، داگالد بروس-لاکهارت، لارنس ایوانز، جان گیلت و آنا جردن اجرا می‌شود. فارغ التحصیلان این برنامه شامل کارلا کروم، مارک ابولوئه، جس الیس، کارن گیلان، آیسلینگ جارت-گاوین، مت لاپینسکاس، کارلا لنگلی، بتانی مویر، جیمز نلسون-جویس، ریچال اوفوری، جما شورت سالتر، فیونا اسکینر، گری ترینور، نینا توسن وایت و دوان والکات می‌باشند.

## در ادبیات
آکادمی ایتالیا کونتی الهام‌گرفته از مدرسه درام در رمانی از پنه‌لوپه فیتزجرالد است که در دهه ۱۹۶۰ در آکادمی تدریس می‌شد.